# 異境
『異境』（いきょう、Remembering Babylon ）は、1993年刊行のデイヴィッド・マルーフの長編小説。同年の英連邦作家賞、国際IMPACダブリン文学賞、フェミナ賞、NSW州首相文学賞を受賞。マイルズ・フランクリン賞とブッカー賞の最終候補に残った。
異質なふたつの世界の接触と変容を、両者に帰属し両者から疎外される存在を軸に複数の視点から描く。
現代企画者刊『オーストラリア現代文学傑作選』の第1巻。

## あらすじ
イギリス人の少年ジェミー・フェアリーは乗り組んでいたイギリス船から突き落とされ、開拓初期のオーストラリアに流れ着き、先住民の一団に育てられる。やがて白人によるクイーンズランドの開拓が徐々に進み、「顔が白く、頭のてっぺんからつま先まで木の皮に包まれて、人より丈の高い四つ脚の獣に乗っているという精霊」の噂を耳にしたジェミーは好奇心に駆られ、「精霊たち」に会いに行く。そして白人社会に戻る形になったジェミーが自身のアイデンティティを模索する中、開拓村の住人はジェミーの「帰還」がきっかけとなって先住民という未知の存在への恐怖に直面させられる。